# Amgala
Amgala (àrab: أمگالة, Amgāla; amazic: ⴰⵎⴳⴰⵍⴰ) és un oasi del Sàhara Occidental entre Tifariti i Smara, a l'exterior del mur marroquí en la zona controlada pel Front Polisario. En els camps de refugiats saharians de Tindouf, a Algèria, és una daira de la wilaya d'Al-Aaiun.
Amgala va ser escenari de diversos enfrontaments armats entre Marroc, el Polisario i Algèria durant la guerra de 1976-1991, que inclou només els enfrontaments directes des de la Guerra de les Arenes de 1963 entre l'exèrcit algerià i l'exèrcit marroquí.

## Història

### La guerra del Sàhara Occidental de 1976-1991
Amgala es troba sota control del Polisario des de finals de 1975, després de l'evacuació de tot el territori a l'est de Smara per l'exèrcit espanyol. Una guarnició algeriana proporciona suport logístic oficial per a aquesta operació, però segons Marroc es dedica principalment a donar un cop de mà als combatents del Polisario,.
Del 27 al 29 de gener de 1976, en el primer enfrontament entre l'exèrcit algerià i l'exèrcit marroquí (anomenat "Amgala I"), les tropes del Polisario van evacuar el Sàhara Occidental mentre les tropes marroquines prenien el control de l'oasi. D'acord amb el testimoni d'un ex soldat marroquí, en primer lloc, el Polisario havia repel·lit un atac de l'exèrcit maurità.
El 14 de febrer esclatà la batalla anomenada « Amgala II », on l'exèrcit marroquí va prendre el control de la regió després d'intensos combats. Segons Anthony G. Pazzanita i Tony Hodges, això es va fer en represàlia del Polisario, en la qual no hi participà Algèria.
El Polisario va organitzar nombrosos atacs guerrillers durant els mesos següents. En desembre, 5 soldats marroquins van morir i nombrosos foren ferits.
Després de l'alto el foc de 1979 entre Mauritània (anteriorment aliada del Marroc) i el Polisario, aquest va quedar lliure per concentrar els seus atacs sobre les tropes del Marroc, i obligar-les a abandonar temporalment Amgala. La supremacia aèria del Marroc, però, impedeix al Polisario d'ocupar permanentment el lloc.
El 8 de novembre de 1989, poc després del discurs del rei Hassan II commemorant la Marxa Verda i felicitant l'exèrcit per tenir completament dominada la situació militar al Sàhara Occidental, el Polisario inicià un atac massiu a la zona d'Amgala, creuant 22 kilòmetres del mur marroquí. Els intensos combats cessaren a la segona meitat del mes.

### Estatut actual
Segons el departament cartogràfic de l'ONU i el Grup Internacional de Crisi, Amgala es troba fora del mur marroquí. Segons la premsa del Sahara Press Service, la vila és encerclada pel mur.